# 内田悦嗣
内田 悦嗣（うちだ えつし、1965年（昭和40年）2月13日 - ）は、日本の政治家。千葉県浦安市長（3期）。元千葉県議会議員（3期）、元浦安市議会議員（1期）。

## 来歴
千葉県東葛飾郡浦安町大字堀江（現・浦安市堀江）生まれ。浦安町立（現・市立）南小学校、東邦大学付属東邦中学校・高等学校卒業。1988年（昭和63年）3月、國學院大學法学部卒業。同年4月、浦安市役所に入庁。2002年（平成14年）8月、市役所を退職。
2003年（平成15年）4月、浦安市議会議員に初当選。2007年（平成19年）4月、千葉県議会議員に初当選。県議時代は自由民主党に所属した。2015年（平成27年）、県議3選。
2017年（平成29年）2月3日、浦安市長の松崎秀樹が千葉県知事選挙立候補のために市議会議長に辞職願を提出すると、同日に内田は松崎辞職に伴う市長選に立候補する意向を表明した。松崎は2月9日付で市長を辞職。なお、内田は県議の辞職は行わず、自動失職となった。そのため補選が行われず、2年の間、浦安選出の県議が1名欠員となった。
同年3月26日に行われた浦安市長選挙に自由民主党・公明党の推薦を得て立候補、前市議の折本ひとみ、松崎の支援を受けた元市議の岡野純子らを破り初当選した。
2021年（令和3年）3月21日投開票の同市長選挙で前市長の松崎を破り再選。
2025年（令和7年）3月16日投開票の予定だった同市長選挙は内田の他に立候補者が居なかったことから、1981年（昭和56年）に市制が施行されて以来、初めての無投票当選となった。

## 市政
- 2020年（令和2年）5月22日、新型コロナウイルス対策の財源に充てるため、自身と副市長、教育長の7月から12月までの月額給与と期末手当を10%減額すると発表した[13]。
- 2021年（令和3年）5月1日、LGBTなど性的少数者のカップルが婚姻に相当する関係にあると認める「パートナーシップ宣誓制度」を導入した[14]。